# Japanan (Mojowarno)
Japanan is een bestuurslaag in het regentschap Jombang van de provincie Oost-Java, Indonesië. Japanan telt 4935 inwoners (volkstelling 2010).